# Trivia californiana
Trivia californiana är en snäckart som först beskrevs av Gray 1827.  Trivia californiana ingår i släktet Trivia och familjen Triviidae. Inga underarter finns listade i Catalogue of Life.